# 나가사키촌 (이바라키현)
나가사키촌(長崎村)은 1889년 4월 1일 부터 1938년 4월 17일까지 존재했던 이바라키현 기타소마군·쓰쿠바군의 촌이다.

## 지리
- 현재의 히타치시의 남부에 위치한다.

## 역사
- 1634년 - 시모사국 소마군 가나가촌, 쓰쓰도촌이 분립해 성립하였다.
- 1889년 - 기타소마군 가나가촌, 쓰쓰도촌이 합병해, 나가사키촌이 되었다.
- 1938년 4월 17일 - 가시마촌과 합병해 야하라촌이 되었다.